# Douglas Gordon
Pour l’article homonyme, voir Gordon Douglas.
Douglas Gordon est un artiste contemporain écossais. Il vit et travaille à Glasgow (Écosse) où il est né en 1966.

## Biographie
Douglas Gordon a étudié à Glasgow de 1984 à 1988, puis à Londres, de 1988 à 1990 à la Slade School of Art.
Il présente sa première exposition personnelle en 1986, obtient le Turner Prize en 1996. C’est la première fois que ce dernier est attribué à un artiste vidéo.
Connu surtout comme un artiste vidéo, Douglas Gordon utilise des formes variées d'expression : projections vidéos, photographies, installations et textes muraux.
« Il est sans doute l’un des artistes qui rejette le plus vigoureusement la notion de style personnel. Il travaille sur l’appropriation d’images qu’il détourne, met en scène dans un contexte différent ». Dans cette optique les expositions deviennent l’élément essentiel de l’expression de l’artiste.
Son œuvre, 24 Hour Psycho, qui consiste en la projection au ralenti du film d'Hitchcock Psychose est le point de départ du roman de Don DeLillo, Point Omega, publié en 2010.
En 1998, il obtient le deuxième Prix Hugo Boss.

## Quelques œuvres
- 1990 : List of Names
- 1993 : 24 Hour Psycho
- 1995 : 5 Year Drive-By
- 1995 : Entre acte # 3, Stedeljik Van Abbemuseum, Eindhoven.
- 1995 : Remote Viewing 13.05.94 (Horror movie)
- 1996 : A Divided Self II, installation vidéo, dimensions variables. « The Turner Prize 1996 ».
- 1996 : Close your eyes and open your mouth, Museum für Gegenwartskunst, Zurich.
- 1997 : Monster
- 1997 : Between Darkness & Light (after William Blake), installation vidéo, Pedestrian underpass, Hindenburgplatz.
- 1998 : Single Room with Bath, installation.
- 2000 : Vicinato II, vidéo coréalisée avec Philippe Parreno.
- 2002 : Blind James (James Aveugle) est une photographie de l’acteur hollywoodien James Mason (Britannique né en 1909 et mort en 1984), à laquelle Douglas Gordon a excisé les yeux, créant ainsi un portrait « en aveugle ». La photographie est issue d’une publicité en noir et blanc; Mason le visage éclatant et vêtu d’un complet élégant avec en toile de fond floue on peut distinguer des armoiries avec des couteaux, probablement au-dessus d'une cheminée. La forme blanche en amande des yeux de l’acteur contraste avec un sourire courtois, conférant un sentiment d’étrangeté voire sinistre. Blind James fait partie d’une série d’œuvres de l’artiste dans lequel il collectionne des acteurs mythiques de Hollywood tels que Cary Grant (1904-1986), Kim Novak (b.1933), Bette Davis (1908-89) , Jean Harlow (1911 à 1937), Jane Russell (b.1921), Marlon Brando (1924-2004) et Paul Newman (né en 1925). Gordon utilise souvent des portraits issus des films des années 1950 et 60 provenant d’affiches de cinéma, de magasins de photographies ou encore trouvées sur internet. Il coupe les yeux des stars et monte l’image sur fond noir blanc ou miroir. À ce jour la série comprend environ deux cents œuvres de taille identique. Une centaine d'œuvres (toutes celles encadrées en noir) sont un ensemble complet de la collection du fils de l'artiste, James Gray Gaskell Gordon[2].
- 2003 : Faire le mort : en temps réel
- 2006 : Zidane, un portrait du XXIe siècle, long métrage coréalisé avec Philippe Parreno.
- 2008 : Où se trouvent les clefs ? , Exposition à la collection Lambert à Avignon.
- 2016 : I Had Nowhere to Go

## Prix et récompenses
- 1996 : Tate's Turner Prize
- 1997 : Premio 2000 de la Biennale de Venise
- 1998 : Prix Hugo Boss de la Fondation Solomon R. Guggenheim
- 2008 : Prix Haftmann
- 2012 : Prix Käthe-Kollwitz

## Filmographie
- 2013 : Je m'appelle Hmmm... d'Agnès Troublé dite Agnès B